# شبیه‌سازی مدار و فرود ماه

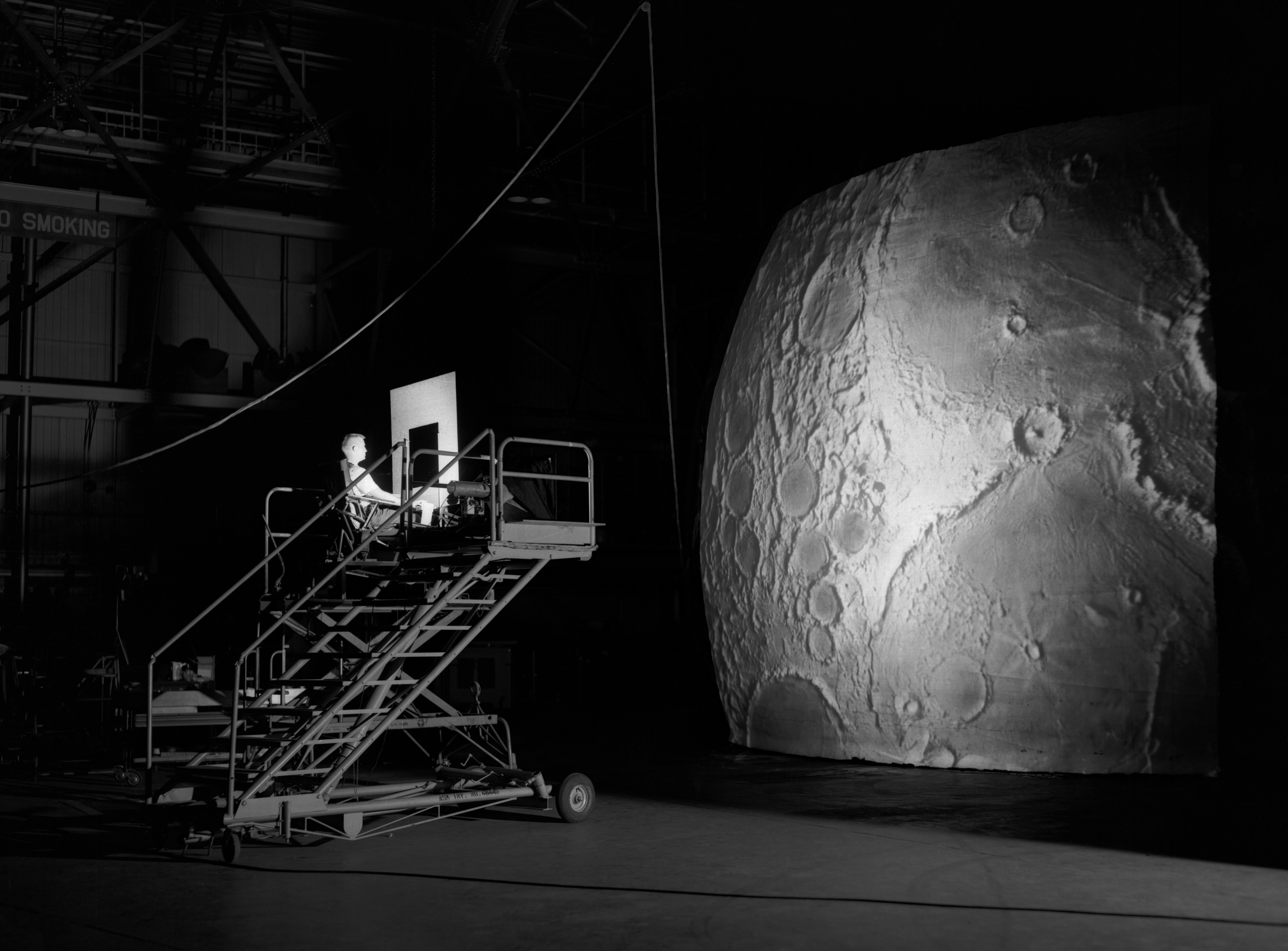
آزمونگر که در کنار کنترل سیستم نشسته است: پروژه LOLA یا شبیه‌سازی مدار و فرود ماه بود که در مرکز تحقیقات لنگلی ناسا برای مطالعه مشکلات مربوط به فرود روی سطح ماه ساخته شد.

شبیه‌سازی مدار و فرود ماه (انگلیسی: Lunar Orbit and Landing Approach) یا پروژه LOLA، شبیه‌سازی بود که در مرکز تحقیقات لنگلی ناسا برای مطالعه فرود روی سطح ماه ساخته شد. این برنامه که برای کمک به فضانوردان آپولو ساخته شده است، با هزینه ای نزدیک به ۲ میلیون دلار، با هدف ارائه یک برخورد بصری دقیق با چشم‌انداز ماه ساخته شده است. بر اساس بیانیه ناسا در سال ۱۹۶۴، "LOLA به عنوان یک وسیله آموزشی برای فضانوردان ساخته نشده است، بلکه به عنوان یک ابزار تحقیقاتی است که دانشمندان ناسا می‌توانند با آن درک اساسی در آزمایشگاه از مشکلات مرتبط با کار پیچیده نزدیک شدن به ماه و ماه ایجاد کنند. آماده شدن برای فرود بر سطح آن.

## طرح و ساخت
اجزای اصلی شبیه‌ساز شامل یک کابین خلبان، یک سیستم تلویزیون مدار بسته و چهار مدل در مقیاس بزرگ بود که ارتفاعات مختلف سطح ماه را به تصویر می‌کشید. هنرمندان برای ساخت این مدل‌ها از قلم مو و ایر برس استفاده کردند. چهار مدل ایجاد شده:
- کره ای به قطر ۶ متر که سطح ماه را از ارتفاع ۳۲۲ کیلومتری با مقیاس ۱ سانتی‌متر در ۵٫۷ کیلومتر شبیه‌سازی می‌کند.
- سه مدل کوچکتر که هر کدام تقریباً ۴٫۵ متر در ۱۲ متر اندازه دارند. مقاطع کوچک شده از مدل بزرگ
- بخش بزرگ شده دهانه آلفونسوس، با مقیاس ۱ سانتی‌متر در هر ۶۱ متر
- این مدل‌ها برای شبیه‌سازی حرکت فضاپیما بر روی سطح ماه روی مسیرهایی نصب شده بودند. خلبان، در کابین خلبان، می‌توانست دوربین‌هایی را که در امتداد این مسیرها حرکت می‌کنند، کنترل کند، و بین مدل‌ها برای شبیه‌سازی فرود به ماه جابجا شود.

## آزمایش
هدف شبیه‌سازی ارائه نشانه‌های بصری برای کنترل یک فضاپیما در نزدیکی ماه بود. کابین ماژول قمری میدان دید ۴۵ درجه ای را از طریق پنجره‌های خود ارائه می‌دهد، در حالی که صفحه نمایش شبیه‌ساز یک میدان دید ۶۵ درجه گسترده‌تر را ارائه می‌دهد. چهار پروژکتور تلویزیونی اشمیت سطح ماه را از پشت پرتاب می‌کردند، در حالی که یک ژنراتور میدان ستاره‌ای که در بالای کابین نصب شده بود، ستاره‌ها را از جلو پرتاب می‌کرد.